# Questa è la mia vita
(Montaigne, citazione in apertura del film)
Questa è la mia vita (Vivre sa vie) è un film del 1962 scritto e diretto da Jean-Luc Godard, interpretato da Anna Karina, all'epoca moglie del regista, vincitore del premio speciale della giuria alla 27ª Mostra di Venezia. Il film prende spunto da un'inchiesta giornalistica, Où en est… la prostitution? del giudice Marcel Sacotte, pubblicata nel 1959, che analizza almeno duemila casi di prostituzione a partire dall'anno 1950.

## Trama
Il film è strutturato in dodici “quadri” (tableaux nel titolo originale), ispirati alla struttura a episodi di Francesco, giullare di Dio (1950) di Roberto Rossellini e introdotti da didascalie su modello di quelle usate nel cinema muto.
- 1 - Un bar - Nana vuole lasciare Paul - Il flipper (Un bistrot - Nana veut abandonner Paul - L'appareil à sous)

La ventiduenne Nana Kleinfrankheim ha lasciato il figlio e il marito per abitare in città, con l'intenzione di entrare nel mondo del cinema. Nell'attesa, lavora come commessa in un negozio di dischi e spera che il servizio fotografico pagato di tasca propria possa aprirle la strada della recitazione.
- 2 - Il negozio di dischi - 2000 franchi - Nana vive la sua vita (Le magasin de disques - Deux mille francs - Nana vit sa vie)

La scena è un unico piano sequenza nel negozio dove Nana lavora (Pathé-Marconi, sugli Champs-Élysées; la ragazza serve un cliente senza riuscire ad accontentarlo (in magazzino non c'è nulla di Judy Garland).
- 3 - La portinaia - Paul - La passione di Giovanna d'Arco - Un giornalista (La concierge - Paul - La passion de Jeanne d'Arc - Un journaliste)

La portinaia del palazzo dove abita Nana la chiude fuori e la caccia in strada perché non paga l'affitto. Non sapendo dove andare, entra in un cinema dove proiettano La passione di Giovanna d'Arco di Carl Theodor Dreyer. La scena alterna inquadrature di Renée Falconetti sul grande schermo con primi piani di Nana che piange al buio in platea. Più tardi la ragazza ha appuntamento in un caffè con un giornalista col quale deve prendere accordi per un servizio fotografico; l'uomo le chiede se è disposta a posare nuda.
- 4 - La polizia - Interrogatorio di Nana (La police - Interrogatoire de Nana)

Nana viene interrogata in un commissariato di polizia, accusata di avere rubato 1000 franchi; lei sostiene di avere trovato la somma per strada.
- 5 - I viali periferici - Il primo uomo - La camera (Les boulevards extérieurs - Le premier homme - La chambre)

Ridotta alla disperazione, senza più un soldo, Nana nota una prostituta che aspetta clienti all'uscita dal cinema. Si lascia abbordare da un uomo e lo accompagna in una camera d'albergo, ma è evidente che non sa quanto chiedergli.
- 6 - Incontro con Yvette - Un caffè di periferia - Raoul - Sparatoria (Rencontre avec Yvette - Un café de banlieue - Raoul - Mitraillade dehors)

Mentre passeggia in cerca di uomini da abbordare, Nana incontra per caso l'amica Yvette, che capisce subito in che situazione si trovi; la accompagna in un caffè, dove le racconta come sia diventata a sua volta prostituta, e le presenta l'uomo che la protegge, Raoul.
- 7 - La lettera - Ancora Raoul - Gli Champs Élysées (La lettre - Encore Raoul - Les Champs Elysées)

Seduta in un locale degli Champs Élysées, Nana scrive una lettera alla tenutaria di una casa d'appuntamenti, chiedendo di accoglierla (il testo della lettera è autentico, tratto dall'inchiesta Sacotte). Sopraggiunge però Raoul, il protettore di Yvette, che le propone di lavorare con lui.
- 8 - I pomeriggi - I soldi - I lavandini - Il piacere - Gli alberghi (Les après-midi - L'argent - Les lavabos - Le plaisir - Les hôtels)

Raoul prende con sé Nana e la introduce professionalmente alle regole e ai rituali del mondo della prostituzione, con parole che Godard ha tratto letteralmente dall'inchiesta giornalistica.
- 9 - Un giovanotto - Luigi - Nana si chiede se è felice (Un jeune homme - Luigi - Nana se demande si elle est heureuse)

Nana si accompagna a Raoul anche fuori dal lavoro, ma non è felice. Un giorno in un caffè, mentre Raoul parla con il suo amico Luigi, cerca di attirare danzando alla musica di un juke-box l'attenzione di un giovanotto che gioca a biliardo.
- 10 - Il marciapiede - Un tipo - La felicità non è allegra (Le trottoir - Un type - Le bonheur n'est pas gai)

Nana è molto più disinvolta nel suo lavoro. Viene abbordata per strada da un cliente, si recano in un albergo dove lavorano anche altre sue colleghe. L'uomo è un fotografo; le chiede un rapporto a tre e Nana trova un'amica, ma il cliente la preferisce a lei e la manda via.
- 11 - Place du Châtelet - Lo sconosciuto - Nana fa della filosofia senza saperlo (Place du Châtelet - L'inconnu - Nana fait de la philosophie sans le savoir)

In un ristorante del centro della città Nana attacca conversazione con un uomo che, seduto al tavolo accanto, sta leggendo. Nana lo interroga a fondo sulla comunicazione, la vita e l'amore. Il personaggio è interpretato dal filosofo del linguaggio Brice Parain, il cui mestiere è “leggere”, che si lascia andare volentieri a una libera conversazione (quasi interamente mutilata nella versione distribuita in Italia).
- 12 - Ancora il giovanotto - Il ritratto ovale - Raoul rivende Nana (Encore le jeune homme - Le portrait ovale - Raoul revend Nana)

Nana si trova in una camera d'albergo insieme al giovanotto che aveva incontrato al tavolo da biliardo, il quale le legge un brano del racconto Il ritratto ovale di Edgar Allan Poe. È palesemente innamorato. Nana decide di rompere con Raoul, che però non ha intenzione di lasciarla andare. La porta in auto in periferia, ha deciso di cederla per denaro a un altro protettore; i due uomini litigano, estraggono le armi e sparano. Nana si accascia sull'asfalto, colpita a morte.

## Critica
(Gianni Rondolino, Il nuovo spettatore cinematografico, febbraio 1963)
Con 148.000 spettatori paganti a Parigi, il film è tra quelli di maggior successo di Jean-Luc Godard. Il regista Godard abbandona qui le regole della narrazione tradizionale, adottando una struttura frammentata, non lineare. I dodici quadri in cui il film è strutturato sono caratterizzati da «registri diversi (sociologico, documentario, letterario, cinematografico [...]) con linguaggi diversi, non uniti da una logica narrativa, ma giustapposti, forse ricombinabili in altro modo».
Fino dal 1957 Godard parlava di fare un film sulla prostituzione con il suo amico François Truffaut; entrambi erano consumatori di sesso a pagamento. Naturalmente non c'è alcuna speculazione pruriginosa alla base dell'intenzione di Godard; il regista è convinto che la prostituzione sia una perfetta metafora della società dei consumi: l'operaio vende la propria forza lavoro al capitalista, l'attrice si “vende” al pubblico sullo schermo. Metafora cruda, diretta, inconfutabile dei rapporti sociali, la prostituzione ha per Godard un valore euristico. Questa scelta estetica è distantissima dalla pornografia, le sole scene di nudo (di spalle) che il film contiene sono corpi femminili in pose innaturali per il piacere dei clienti-voyeurs; il significato è chiaro, si tratta di una forma di commercio, denaro in cambio di frammenti di corpo.
Godard adotta scelte stilistiche che accentuano la natura teatrale e l'effetto di straniamento di stampo brechtiano, per esempio l'uso del piano sequenza («procedimento funzionale a registrare l'immediato e il casuale»), come quello iniziale in cui la protagonista e il suo ex Paul, seduti al bancone del bar, vengono inquadrati per interi minuti solo di spalle, oppure quello anche più lungo nel negozio di dischi. Hanno la stessa funzione anche i dialoghi letterari, innaturali, come quello tra Nana e Brice Parain o la spiegazione di tono didattico del protettore Raoul sulle regole della prostituzione, e la lunga lettura del testo di Poe accompagnata dall'insistito primo piano di Nana.
Georges Sadoul  ha scritto che Questa è la mia vita è «una delle migliori opere dell'autore, registrazione di momenti e di cose, di situazioni e di oggetti, di fenomeni insomma, sui quali non dà giudizio, lasciando che sia lo spettatore a trarnelo». Nella stessa scheda dedicata al film viene riportata inoltre l'idea di Godard che dice: «Ecco, vorrei che il mio film fosse per la prostituzione ciò che Pickpocket è per il mondo dei ladri».
Gianni Volpi ha scritto che «Nanà nella sua trasparenza lancinante è uno di quei personaggi che fanno sembrare vecchio tutto il cinema che l'ha preceduto».

### Le riprese
Il quarto lungometraggio di Godard non è più prodotto da Georges de Beauregard come i tre precedenti, bensì da Pierre Braunberger come i cortometraggi d'esordio. Il contratto, firmato il 14 febbraio 1962, prevede un budget di 500.000 franchi (Godard ne risparmierà 50.000), più o meno un terzo del costo di un film analogo. Le riprese iniziano quasi immediatamente, il giorno 19, e continuano per quattro settimane e mezzo; il lavoro segue quasi pedissequamente l'ordine dei “quadri” contenuto nella reticente sceneggiatura di 10 pagine stilata dal regista. Braunberger mette a disposizione il proprio ufficio per l'interrogatorio di polizia del quadro 4, mentre non riesce a trovare un albergo a ore disposto a ospitare le riprese, per timore che i clienti fuggano davanti alla macchina da presa; affitterà un hotel nelle vicinanze del Metro nei pressi del ponte di Austerlitz.
Godard contatta per la colonna sonora Michel Legrand, che già ha lavorato con lui al lungometraggio precedente, La donna è donna. Gli mostra la breve sceneggiatura e gli chiede un tema con undici variazioni, evidentemente una per ogni “quadro” previsto. Legrand gli consegna quanto richiesto. Il risultato finale è sorprendente quanto distante dal lavoro originale: la colonna sonora comprende solo le prime otto misure della prima variazione, ripetute ostinatamente lungo tutta la pellicola: questo diventa il tema di Vivre sa vie, una musica struggente che sintetizza in modo magistrale l'atmosfera del film e la vita di Nana.

### Anna/Nana
Il nome della protagonista, Nana, oltre a essere il titolo di un romanzo di Émile Zola portato sullo schermo da Jean Renoir nell'omonimo film, è l'anagramma, anzi l’anna-gramma del nome dell'interprete e prima moglie di Godard, Anna Karina. L'attrice inizia il lavoro in uno stato d'animo non ottimale, sta attraversando un periodo difficile. Ha ottenuto dal marito che sul set sia presente un suo amico di lunga data, Sady Rebbot (l'attore che interpreta Raoul, il protettore di Nana). Godard dà alla truccatrice un'unica istruzione: “Anna, è Louise Brooks”. Il morale dell'attrice tuttavia non migliora con l'avanzare delle riprese; quando visiona il montaggio finale è furiosa, accusa il marito di averla imbruttita.
Il 3 marzo 1962 Anna Karina compie un tentativo di suicidio mediante una dose eccessiva di barbiturici nell'appartamento dove abita con il marito, in rue Nicolo (XVI arrondissement di Parigi). Le riprese si interrompono per una settimana, il produttore Braunberger è risentito con lei, e per rappresaglia Godard sostituisce Gisèle Hauchecorne, moglie di Braunberger che dovrebbe interpretare il personaggio di Yvette, con Guilayne Schlumberger. Anna Karina riprende a lavorare, ma è disturbata anche dal fatto che Godard cambia il finale: invece di mostrarla arricchita e con un giovane amante, la fa morire nell'ultima scena. Come se non bastasse, mentre si gira la sparatoria di fronte agli studi Jenner, con il regista Jean-Pierre Melville che osserva dalla finestra, Sady Rebbot (che non ha la patente e non sa guidare) investe con l'automobile in retromarcia Anna Karina, finta morta sdraiata sull'asfalto.
A parziale risarcimento, forse, Godard recita per lei una vera e propria dichiarazione d'amore, doppiando con la propria voce Pierre Kassovitz che legge Edgar Allan Poe: «È la nostra storia: un pittore che fa il ritratto della sua donna»; e quando dopo l'uscita del film nelle sale il quotidiano Le Figaro  lo accusa di “sfruttare il volto di Anna Karina”, acquista un'intera pagina di La Cinématographie Française per la risposta: «Non vi dispiaccia, monsieur Chauvet, io amo mia moglie. Jean-Luc Godard.»

## Riferimenti ad altre opere
Nei titoli di testa, il film contiene una dedica ai B-movie. L'idea iniziale è quella di fare un film a episodi sul modello di Francesco, giullare di Dio, nel quale Rossellini, che Godard all'inizio della sua carriera riconosceva come maestro suo e di tutta la Nouvelle vague, aveva rinnovato completamente la forma narrativa del film a episodi. In realtà il film non piacque a Rossellini, che all'uscita della sala dove vide il film rimproverò Godard: “Jean-Luc, sei sulla strada dell’antonionismo”, un insulto per lui dato che considerava decadente e incomprensibile Michelangelo Antonioni.
In una sequenza, Nana assiste al cinema alla proiezione del film La passione di Giovanna d'Arco di Carl Theodor Dreyer, identificandosi fortemente con la pulzella e piangendo insieme a lei per la sua condanna al rogo. In un primo tempo, Godard aveva pensato di proiettare per questa scena un estratto di Diario di un ladro (Pickpocket) di Robert Bresson, poi cambiò idea a favore di Il testamento di Orfeo di Jean Cocteau, di nuovo tornò a Bresson chiedendogli l'autorizzazione di inserire qualche scena del Processo a Giovanna d'Arco che l'amico stava girando in quel momento, infine senza dire nulla si decise per l'opera del danese Dreyer. Quasi alla fine del film, mentre Nana è in auto con Raoul, si vede un cinema dove proiettano Jules e Jim, capolavoro della Nouvelle Vague girato da François Truffaut.

## Curiosità
- Il videoclip della canzone Pop porno del duo pop italiano Il Genio è un'esplicita citazione di una famosa scena nel quadro 9, in cui Anna Karina balla alla musica del juke-box intorno al tavolo da biliardo
- Brice Parain, il filosofo che compare nel quadro n. 11, non ha mai visto un film di Godard quando viene contattato per le riprese. Curiosamente, il dialogo di Parain è opera del regista, non del filosofo, anche se le sue risposte sembrano davvero repliche spontanee [2]
- Il regista statunitense Elia Kazan, che ha sentito parlare della rapidità con cui lavora il “fenomeno” della cinematografia francese, viene a Parigi e assiste a una giornata di lavorazione (le scene verranno incluse nel quadro n. 10). Notando che la macchina da presa rimane fissa mentre i personaggi entrano e escono dal campo, Kazan chiede da quante angolazioni Godard riprenda la stessa scena, ma la sceneggiatrice Suzanne Schiffman risponde che non fa mai riprese da assi differenti. Kazan è sbalordito dalla velocità con cui il regista lavora [2]
- Il videoclip “Rough song” (2015) del gruppo statunitense Beach House è fatto interamente di scene del film, tra cui la sequenza finale

## Riconoscimenti
- Festival di Venezia 1962
  - Leone d'argento, Premio Pasinetti